# 李天柱
李天柱（Mark Lee，1956年11月7日—），臺灣男演員，基督徒。

## 生平
李天柱畢業於世界新聞專科學校（今 世新大學），與李國修、寇世勳等人是同學。
他為蘭陵劇坊創團團員之一，曾演出舞台劇《荷珠新配》等。後成為電視劇演員，曾以《吾土吾民》入圍1982年電視金鐘獎最佳男演員獎。
1990年代末，他以花系列中的演出為臺灣觀眾所熟知。
2006年，他憑大愛劇場的《流金歲月》，獲得台灣第41屆金鐘獎戲劇節目最佳男主角獎。
2010年，在中國大陸宮廷劇《後宮甄嬛傳》中飾演「蘇培盛」太監一角再度翻紅。
2016年，憑著公視人生劇展的《再見女兒》，獲得台灣第51屆金鐘獎迷你劇集／電視電影最佳男主角。

## 爭議事件
2016年10月8日，李天柱憑著公視人生劇展《再見女兒》，獲得臺灣第51屆金鐘獎迷你劇集／電視電影最佳男主角，信仰基督教的他，領完金鐘獎，於後臺接受記者採訪時，李天柱回答：「我公開的這麼講吧！我不會支持同性戀，那會造成這個人類的滅絕、這個民族的滅絕，我公開的這樣講，那是錯的，我對同性戀的人，我真愛他們，我也憐憫他們，可是，我必須要說，這是錯的，所以，有很多有關同性戀主題的戲要找我拍，我都拒絕，我不要成為他們的代言人，我不要為他們背書，免得觀眾不明究理的認為：『你看，李天柱也去拍這些呀！』，……我不會為了一點點錢去出賣我自己的一個信仰，這是錯的，這是對我們未來後代子孫，是一個非常大的一個詛咒，是一個詛咒，同性戀不會有後代的……。」
記者追問：「所以，政府機關從上到下這麼亂，然後，你今天把重點放在這邊？」
李天柱：「不光是這個樣子，妳剛說舉例嘛？這是其中一個，那，政府機關的，它們之間的，我想，神把不同的人放在不同的位置上面，給他們這樣的權柄，那麼，我其實還很想說的是……。」 李天柱上述關於同性戀的部分言論，在網路上引起軒然大波。

## 演出作品

### 綜藝實境節目
- 《花甲少年趣旅行》李天柱與方文琳、林予晞、是元介主持「第二次旅行」。  ( 製作人：映畫傳播、邱玉婷、陳三福、吳楠軒 ）（2022年4月）

### 電視劇
| 年份   | 頻道                 | 劇名                            | 角 色              | 備註       |
| ------ | -------------------- | ------------------------------- | ------------------ | ---------- |
| 1974年 | 華視                 | 包青天                          |                    |            |
| 1981年 | 華視                 | 春望                            |                    |            |
| 1982年 | 華視                 | 守著陽光守著你                  | 邵建平             |            |
| 1983年 | 華視                 | 江南遊龍－妙賊                  | 小七               |            |
| 1984年 | 華視                 | 華視劇展－天才                  | 孟亞迪             |            |
| 1984年 | 華視                 | 天蠶再變                        | 正德皇帝           |            |
| 1985年 | 華視                 | 諸葛四郎                        | 李仁傑             |            |
| 1986年 | 華視                 | 我在戀愛                        | 劉風               | 兼戲劇指導 |
| 1986年 | 華視                 | 幾度夕陽紅                      | 魏如峰             |            |
| 1986年 | 華視                 | 煙雨濛濛                        | 陸爾豪             |            |
| 1987年 | 華視                 | 庭院深深                        | 歐冠中             |            |
| 1987年 |                      | 兩代情                          | 傅維剛             |            |
| 1988年 | 華視                 | 在水一方                        | 左雨農             |            |
| 1989年 |                      | 一往情深                        | 方文安             |            |
| 1989年 | 華視                 | 追妻三人行                      | 牛家威             |            |
| 1990年 | 華視                 | 追妻三人行大运                  | 牛家威             |            |
| 1990年 | 華視                 | 華視劇展-小市民的天空系列：母親 |                    |            |
| 1991年 | 華視                 | 今生未了情                      |                    |            |
| 1991年 | 中視                 | 花系列《野菊》                  |                    |            |
| 1992年 | 中視                 | 青青河邊草                      | 魏一鳴             |            |
| 1992年 | 華視                 | 大红灯笼高高挂                  | 赵宁生             |            |
| 1992年 | 中視                 | 花系列《琉璃花》                | 關夢達             |            |
| 1993年 |                      | 包青天-古琴怨                   | 陸文才             |            |
| 1993年 | 台視                 | 愛愛的日記                      | 李天成             |            |
| 1994年 | 中視                 | 花系列《香水百合花》            | 亞夫               |            |
| 1996年 | 中視                 | 花系列《喜願花》                | 陳志雄             |            |
| 1996年 | 台視                 | 對對糊                          |                    |            |
| 1997年 | 中視                 | 花系列《罌粟花》                | 杜紹銘             |            |
| 1998年 | 中視                 | 花系列《太陽花》                | 趙靖               |            |
| 1998年 |                      | 我心屬於你                      | 范天行             |            |
| 1999年 | 中視                 | 花系列《紅顏花》                | 王庭風             |            |
| 2000年 | 中視                 | 貞女烈女豪放女                  | 單福安             |            |
| 2000年 | 中視                 | 愛情風暴美麗99                  | 王承泰             |            |
| 2001年 |                      | 眉飛色舞                        | 沈世軒             |            |
| 2003年 |                      | 我的秘密花园                    | 范家達             |            |
| 2004年 | 八大綜合台           | 火線任務                        | 苗正               |            |
| 2004年 |                      | 中華英雄                        | 藥半仙             |            |
| 2005年 |                      | 風中戰士                        | 楊春霖（老楊）     |            |
| 2005年 | 大愛電視台           | 大愛劇場－流金歲月              | 潘毅風             |            |
| 2006年 |                      | 天若有情II                      |                    |            |
| 2006年 | 華視、東森戲劇台     | 白袍之戀                        | 刘教授             |            |
| 2006年 |                      | 網路情書                        |                    | 迷你劇集   |
| 2006年 | 華視、東森綜合台     | 天堂来的孩子                    | 海韻父             |            |
| 2007年 | 台視、三立           | 樱野三加一                      | 夏警官（夏振綱）   |            |
| 2007年 | 大愛電視台           | 大愛劇場－幸福時光              | 胡勝川             |            |
| 2008年 | 華視、緯來綜合台     | 這裡發現愛                      | 張天進             |            |
| 2009年 | 大愛電視台           | 大愛劇場回家系列家在何方        | 翟丕坤             |            |
| 2010年 |                      | 忘掉我是谁                      | 李海生             |            |
| 2010年 | 大愛電視台           | 一閃一閃亮晶晶                  | 歐源榮             |            |
| 2011年 |                      | 后宮甄嬛傳                      | 苏培盛             |            |
| 2012年 | 湖南衛視、八大戲劇台 | 加油妈妈                        | 姚浩谦             |            |
| 2012年 | 大愛電視台           | 大愛劇場-陽光總在風雨後         | 陳建興（陳父）     |            |
| 2013年 |                      | 爱情自有天意                    | 唐冠中（中年）     |            |
| 2014年 |                      | 紅色                            | 金爺               |            |
| 2014年 | 大愛電視台           | 大愛劇場-頂坡角上的家           | 金義楨 (中,老年)   |            |
| 2014年 |                      | 妇道                            | 单福全             |            |
| 2015年 | 大愛電視台           | 三寶要回家                      | 中華民國陸軍俞中將 |            |
| 2015年 | 湖南衛視、東森超視   | 妻子的謊言                      | 李国良             |            |
| 2015年 |                      | 孤独的美食家                    | 吳建國             |            |
| 2016年 | 華視                 | 火車情人                        | 趙承剛             |            |
| 2016年 | 公共電視             | 再見女兒                        | 劉銘盛             |            |
| 2016年 |                      | 識汝不識丁                      | 老陶               | 網路劇     |
| 2017年 |                      | 大唐榮耀                        | 李輔國             | 客串       |
| 2018年 |                      | 烟花易冷                        | 崔副司令           |            |
| 2018年 |                      | 一不小心吃定你                  | 顾启明             | 網路劇     |
| 2018年 |                      | 密查                            | 张毅               |            |
| 2019年 |                      | 推手                            | 陈秋风             |            |
| 2019年 |                      | 面具背后                        | 徐宝根             |            |
| 2020年 |                      | 黑色灯塔                        | 石大爺             |            |
| 2021年 | 三立都會台           | 三隻小豬的逆襲                  | 朱政富             |            |
| 2021年 | 大愛電視台           | 等一個人                        | 劉錦君             |            |
| 2024年 |                      | 无声恋曲                        | 李千山             | 2012年拍攝 |
| 2025年 |                      | 绽放的许开心                    | 悠爸               |            |
| 待播   |                      | 奪壺笑記                        |                    | 2011年拍攝 |
| 待播   |                      | 新神鵰俠侶                      | 洪七公             |            |

### 電影
| 年份   | 片名   | 角色   | 備註 |
| ------ | ------ | ------ | ---- |
| 1984年 | 小逃犯 |        |      |
| 2002年 | 挖洞人 | 小伍   |      |
| 2011年 | 麵引子 | 張伯   |      |
| 2023年 | 惡女   | 黃志德 |      |

### 舞台劇
- 《荷珠新配》
- 《藍與黑》
- 《蝴蝶蘭》
- 《駱駝祥子》
- 《空城狀態》
- 《我妹妹》
- 《京戲啟示錄》
- 故事工廠《小兒子》等多部舞台劇。

## 主持作品
| 年份 | 頻道 | 節目     | 備註                               |
| ---- | ---- | -------- | ---------------------------------- |
| 1989 | 華視 | 雙星報喜 | 搭檔鄒美儀(第四代)、馬世莉(第五代) |

## 獲獎與提名
| 年份   | 頒獎典禮              | 獎項                       | 作品           | 角色   | 結果 |
| ------ | --------------------- | -------------------------- | -------------- | ------ | ---- |
| 1982年 | 第17屆金鐘獎          | 男演員獎                   | 《吾土吾民》   |        | 提名 |
| 2006年 | 第41屆金鐘獎          | 戲劇節目男主角獎           | 《流金歲月》   | 潘毅風 | 獲獎 |
| 2006年 | 第41屆金鐘獎          | 迷你劇集／電視電影男配角獎 | 《網路情書》   | 可中   | 提名 |
| 2015年 | 第50屆金鐘獎          | 戲劇節目男配角獎           | 《三寶要回家》 | 俞曜生 | 提名 |
| 2016年 | 第51屆金鐘獎          | 迷你劇集／電視電影男主角獎 | 《再見女兒》   | 劉銘盛 | 獲獎 |
| 2021年 | 第4屆亞洲影藝創意大獎 | 最佳男主角獎               | 《等一個人》   | 劉錦君 | 提名 |

## 外部連結
- 李天柱的新浪微博
- 李天柱的新浪微博
- 李天柱在互联网电影资料库（IMDb）上的資料（英文）
- 李天柱在香港影庫上的簡介
- 李天柱在豆瓣上的资料（简体中文）
- 李天柱在时光网上的簡介（简体中文）
- 齊石傳播官方網站 （页面存档备份，存于）
- 李天柱在台灣電影網上的資料（繁體中文）